# Syméon le Studite
Syméon le Studite  est connu aussi  sous les noms de "Syméon Le Pieux" (en grec "Syméon Eulabès").
Moine orthodoxe, mort en 987

## Sa vie
Il vécut à la fin du Xe siècle au monastère du Stoudion, à Constantinople. S'il est connu, c'est surtout pour avoir été le père spirituel de Syméon le Nouveau Théologien (949-1022). 
Nous avons de lui, en 41 chapitres, des "Discours ascétiques et théologiques" qui nous décrivent la vie dans un monastère byzantin autour de l'an Mil, mais qui restent d'une étonnante actualité pour qui veut suivre le Christ par la "porte étroite" de l'ascèse et de la charité.  
Les chapitres 1 à 32, ainsi que 40 et 41, des discours ascétiques font partie de la Philocalie et ont à ce titre été édités par Migne (PG, Vol 120).

## La journée du moine, selon Syméon le Studite
| 1 | La journée commence par l'Office du matin (orthros) traduit par Matines Il comporte: les Six Psaumes, la Stichologie, la lecture |
| 2 | L'orthros est suivi de la Divine Liturgie où le moine peut communier. Mais il ne doit jamais le faire sans larmes et sans s'être purifié de toute pensée agressive contre ses frères. |
| 3 | Puis viennent les "services" (diaconia, les travaux, obédiences... ) Ils viennent après la Synaxe. Il faut qu'ils soient bien faits, en travaillant dur, même s'ils semblent dépasser nos forces.                                                                                                  |
| 4 | Il y a le repas, que l'on prend normalement avec des frères pieux toujours avec modération, sans œufs ni fromage selon les jours, évidemment, toujours sans viande. Il y a un seul repas par jour sauf le samedi, le dimanche et les fêtes. On peut le prendre dans sa cellule si l'on est malade. |
| 5 | Ensuite vient un office du soir en commun (apodipne) qui correspond aux Complies occidentales. |
| 6 | Puis le moine se retire dans sa cellule pour la prière de la veillée (agrypnie). Mais le moine doit prier partout et toujours. Syméon nous le montre souvent priant dans sa cellule "debout et les mains levées vers Dieu".                                                                        |

### Source
- N° 460 de la collection Sources chrétiennes